# Ball de cavallets de Reus
El Ball de cavallets de Reus és un element del Seguici Festiu de la ciutat que surt per la Festa Major i per la de la Mare de Déu de Misericòrdia el mes de setembre.
El trobem documentat a Reus des del 1620, encara que és a començaments del segle xviii quan es fa habitual la seva presència al carrer. A partir de 1705, el Ball té una presència constant en les solemnitats locals.
El Ball anava a càrrec del gremi de blanquers i assaonadors, i segurament era una de les danses més luxoses dels seguicis festius reusencs dels segles xviii i xix. La potència econòmica del gremi, el luxe de les indumentàries que lluïen els balladors i l'extracció social dels seus components semblen suggerir-ho. La fi dels antics gremis, al segon terç del segle xix, comportà la seva desaparició, com la de tantes altres danses del seguici.

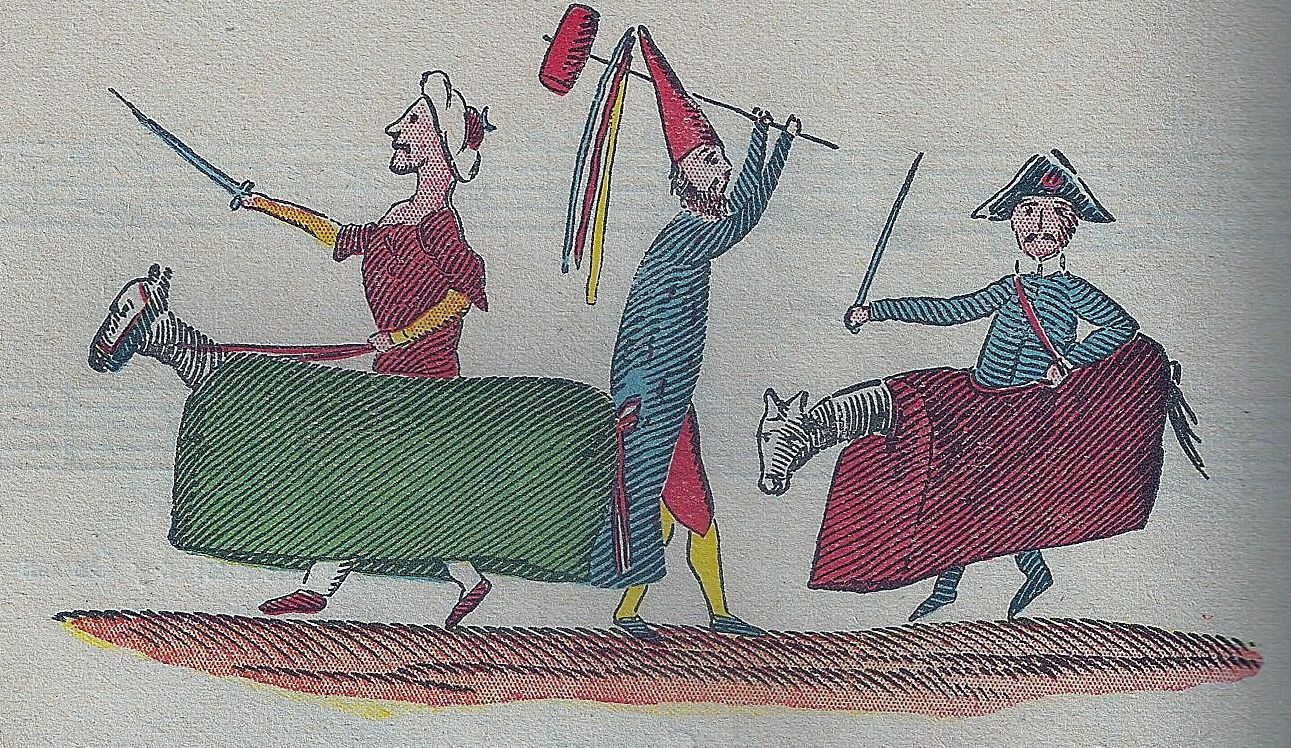
Ball de Cavallets. Dibuix d'Andreu de Bofarull

Les descripcions de la dansa parlen de setze balladors, vuit cristians a cavall i vuit moros a peu, a més d'un macer i un àngel. A primers del segle xix la comparsa es reduí a quatre genets cristians enfrontats a quatre genets moros. Segons la descripció d'Andreu de Bofarull: "lo macer combat amb l'àngel, que són los únics que no porten cavall"
El ball es reincorpora a la Festa Major l'any 1998. Ara la ballen quatre genets cristians i quatre moros, a més de l'àngel i el macer. Els balladors porten cavallets, tots diferents, penjats al cos. Els vestits dels balladors els volen identificar amb moros i cristians. L'àngel porta túnica blanca i espasa, i el macer una maça. El Col·lectiu Reusenc d'Activitats Culturals (CRAC) va recuperar la coreografia, i els vestits. Els cavallets són de l'escultor reusenc Manel Llauradó. La música actual del Ball de Cavallets segueix la tonada aplegada per Bofarull, amb arranjaments de Daniel Carbonell. La formació que acompanyà el ball duia, inicialment, una cobla d'oboès, integrada per tres tarotes i un baixó. Durant una temporada fou acompanyat per tres gralles i un timbal, però en l'actualitat una cobla de vuit tarotes i dos timbals és l'encarregada d'interpretar la música del Ball de Cavallets.